# Triebenstein
Triebenstein är ett berg i Österrike.   Det ligger i distriktet Murtal och förbundslandet Steiermark, i den centrala delen av landet, 170 km sydväst om huvudstaden Wien. Toppen på Triebenstein är 1 274 meter över havet.
Terrängen runt Triebenstein är bergig åt sydost, men åt nordväst är den kuperad. Närmaste större samhälle är Trieben, 5,6 km norr om Triebenstein. 
I omgivningarna runt Triebenstein växer i huvudsak blandskog. Runt Triebenstein är det ganska glesbefolkat, med 48 invånare per kvadratkilometer.